# Dünnschichtverdampfer
Der Dünnschichtverdampfer ist ein Verdampfer, der Lösungen in einem dünnen Film verdampft. Er wird meistens im Vakuum betrieben und eignet sich deshalb zum schonenden Trennen von Stoffgemischen.

## Prinzip
Die Flüssigkeit wird von oben auf die senkrecht stehende Verdampferfläche geleitet. Die Verdampferfläche ist ein Rohr mit einem mechanischen Rührsystem in der Mitte. Der dünne Lösungsfilm wird durch das Rührsystem mit feststehenden oder beweglichen Rührblättern gebildet, die an der Heizfläche entlang streifen. Die benötigte Verdampfungsenergie wird über einen außenliegenden Doppelmantel in den Lösungsfilm eingebracht.

## Anwendungsbereich
Da der Apparat sehr gut im Vakuum betrieben werden kann, eignet er sich zur schonenden Destillation bei niedrigen Temperaturen. Für Kristallisationsvorgänge sind Dünnschichtverdampfer mit beweglichen Rührblättern geeignet.